# مصوبة

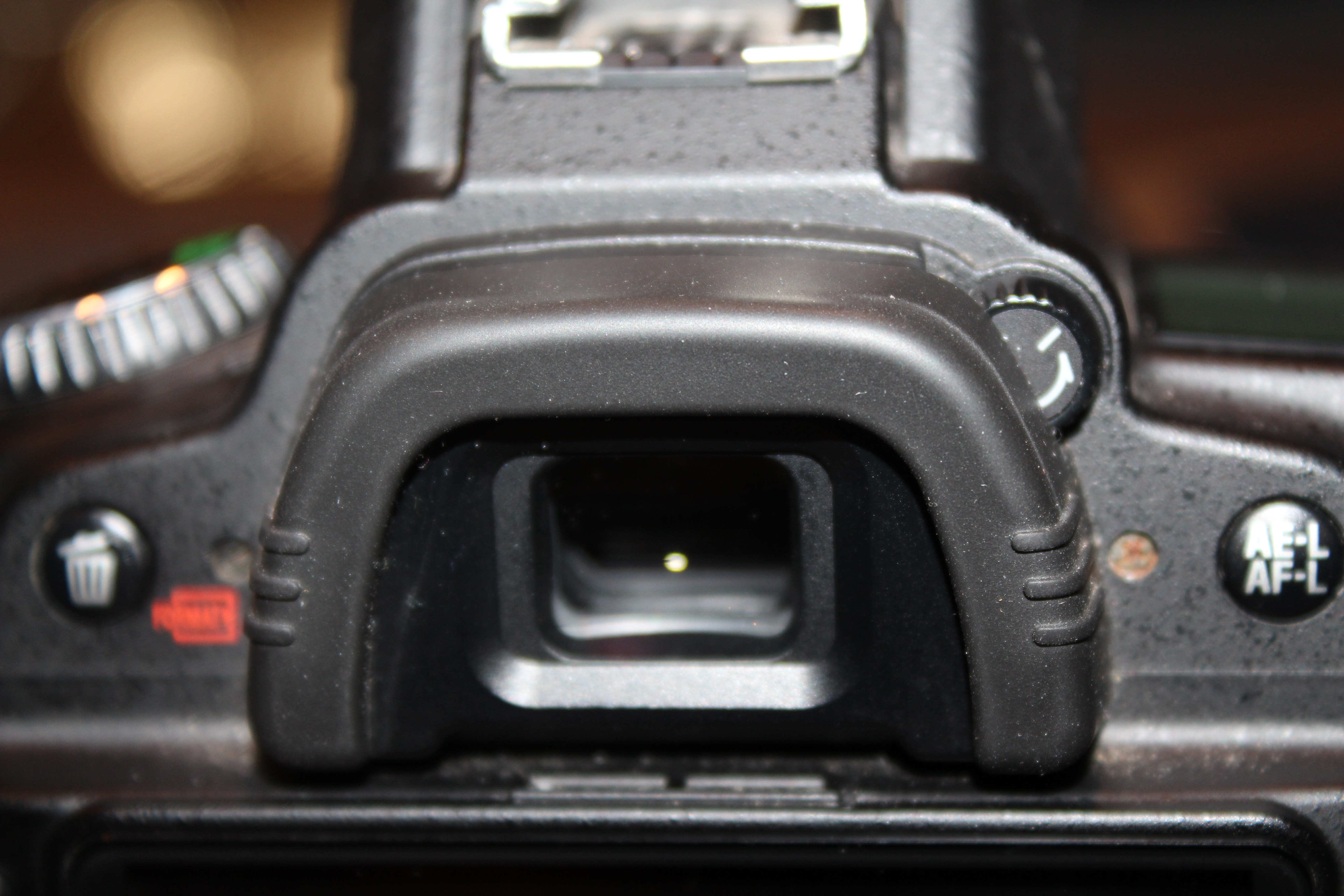
مصوبٍة مدمجة لكاميرا نيكون D90

في التصوير الفوتوغرافي، المُصوبِة هي ما ينظر المصور من خلالها عند تكوين وتركيز الصورة.